# Ochthebius serpentinus
Ochthebius serpentinus es una especie de escarabajo del género Ochthebius, familia Hydraenidae. Fue descrita científicamente por Jaech en 1989.
Se distribuye por Turquía. Mide 1,4 milímetros de longitud y su edeago 0,38 milímetros. Se ha encontrado a altitudes de hasta 1200 metros.